# Joseph Võ Đức Minh
Joseph Võ Đức Minh (ur. 10 września 1944 w Mỹ Đức) – wietnamski duchowny rzymskokatolicki, biskup koadiutor Nha Trang w latach 2005–2009, biskup diecezjalny Nha Trang w latach 2009–2022, od 2022 biskup senior diecezji Nha Trang.

## Życiorys
Joseph Võ Đức Minh urodził się 10 września 1944 w Mỹ Đức w prowincji Quảng Bình. Ukończył studia średnie w niższym seminarium duchownym (1956–1965) w Sajgonie. Studia filozoficzne rozpoczął (1965–1966) w Sajgonie, a następnie kontynuował je (1966–1971) we Fryburgu w Szwajcarii, uzyskując licencjat z teologii. Święcenia prezbiteratu przyjął 24 kwietnia 1971.
Po święceniach zajmował następujące stanowiska i pełnił następujące funkcje: 1971–1974: studia biblijne w Rzymie, na których uzyskał licencjat z Pisma Świętego na Papieskim Instytucie Biblijnym; 1974–1991: profesor Pisma Świętego m.in. w Wyższym Seminarium Duchownym Minh Hoa w Đà Lạt, w Wyższym Seminarium św. Józefa w Hô Chi Minh-Ville, w Wyższym Seminarium Duchownym „Stella Maris” w Nha Trang; 1975–1991: sekretarz biskupi i jednocześnie moderator biblijny w różnych wspólnotach religijnych w kraju; 1991–2005: proboszcz parafii katedralnel w Đà Lạt; 1999–2005: wikariusz generalny, a także członek zespołu ds. Formacji ciągłej duchowieństwa diecezji Đà Lạt.
8 listopada 2005 papież Benedykt XVI prekonizował go biskupem koadiutorem diecezji Nha Trang. Święcenia biskupie otrzymał 15 grudnia 2005 w katedrze Pana Jezusa Chrystusa w Nha Trang. Udzieli mu ich Paul Nguyễn Văn Hòa, biskup diecezjalny Nha Trang, w asyście Pierre'a Nguyễn Văn Nhơn, biskupa diecezjalnego Ðà Lạt i Paula Bùi Văn Đọca, biskupa diecezjalnego Mỹ Tho. Jako zawołanie biskupie przyjął słowa „In finem dilexit eos” (Do końca ich umiłował).
4 grudnia 2009 po przyjęciu rezygnacji biskupa Paula Nguyễn Văn Hòa został ustanowiony biskupem diecezjalnym. Tego samego dnia odbył ingres do katedry Pana Jezusa Chrystusa, w trakcie którego kanonicznie objął urząd.
23 lipca 2022 papież Franciszek przyjął jego rezygnację z obowiązków biskupa diecezjalnego Nha Trang.